# Songs in the Key of Life
Songs in the Key of Life är ett musikalbum av Stevie Wonder, lanserat i september 1976 på skivbolaget Motown. Albumet är allmänt erkänt som hans mest ambitiösa, fullbordade och experimentella album. Här blandas romantiska sånger med politiska, och såväl ballader som snabbare R&B. Den största singelhiten från albumet blev "Sir Duke", som hyllade Duke Ellington. Låten blev etta på amerikanska singellistan. Även "I Wish" blev en stor hitsingel och nådde likaså förstaplatsen på amerikanska singellistan. Vidare innehöll albumet de moderata hitsinglarna "Another Star" och "As". Här finns också "Isn't She Lovely?" vilken var en hyllningssång till Stevie Wonders dotter Aisha som fötts 1975. Den blev populär och spelades och spelas mycket på radio. Den ursprungliga dubbel-LP:n gavs även ut i en special edition-utgåva med EP:n A Something's Extra. Låtarna från denna har också inkluderats på de flesta CD-utgåvor.
Albumet blev ett av hans mest populära och intog förstaplatsen både på Billboard 200 och på R&B-albumlistan. Det blev en riktig storsäljare med mer än tio veckor på poplistans förstaplats. I USA var det bara Fleetwood Macs album Rumours som såldes i fler exemplar än detta album 1977. Albumet listnoterades även på höga positioner på flera europeiska försäljningslistor. Det vann tre Grammys: årets album, årets bästa framförande av popsångare, och årets producent. Det var även nominerat i fler kategorier. 2005 hade det enligt RIAA sålt multiplatinum i USA.
I magasinet Q berättade Stevie Wonder i aprilnumret 1995 att Songs in the Key of Life var det album han var gladast över att få ha gjort, och att det gjordes under en lycklig period i hans liv. I november och december 2014 framförde han albumet i sin helhet vid ett antal konserter i USA.
Albumet blev framröstat som årets bästa album i 1976 års Pazz & Jop i tidningen The Village Voice. Det är listat som #57 i magasinet Rolling Stones lista The 500 Greatest Albums of All Time. Det blev 2005 invalt av amerikanska Library of Congress att bevaras i National Recording Registry.
1997 gjordes en dokumentär om inspelningen av albumet i serien Classic Albums.

## Låtlista
Låtar utan angiven upphovsman skrivna av Stevie Wonder.

### Skiva 1
Sida 1
1. "Love's in Need of Love Today" - 7:05
2. "Have a Talk With God" (Calvin Hardaway/Stevie Wonder) - 2:42
3. "Village Ghetto Land" (Gary Byrd/Stevie Wonder) - 3:25
4. "Contusion" - 3:46
5. "Sir Duke" - 3:45

Sida 2
1. "I Wish" - 3:54
2. "Knocks Me off My Feet" - 4:12
3. "Pastime Paradise" - 3:36
4. "Summer Soft" - 3:27
5. "Ordinary Pain" - 4:14

### Skiva 2
Sida 3
1. "Isn't She Lovely" - 6:34
2. "Joy Inside My Tears" - 6:29
3. "Black Man" (Gary Byrd/Stevie Wonder) - 8:29

Sida 4
1. "Ngiculela-Es Una Historia-I Am Singing" - 3:48
2. "If It's Magic" - 3:12
3. "As" - 7:08
4. "Another Star" - 8:28

### A Something's Extra
Sida 1
1. "Saturn" (Michael Sembello/Stevie Wonder) - 4:53
2. "Ebony Eyes" - 4:08

Sida 2
1. "All Day Sucker" - 5:05
2. "Easy Goin' Evening (My Mama's Call)" - 3:56

## Listplaceringar
| Lista (1976-1977) | Position            |
| ----------------- | ------------------- |
| Danmark           | 15 (DR "Top 20")    |
| Finland           | 7                   |
| Frankrike         | 1                   |
| Japan             | 40 (Oricon)         |
| Kanada            | 1 (RPM)             |
| Nederländerna     | 1                   |
| Norge             | 6 (VG-lista)        |
| Nya Zeeland       | 5                   |
| Storbritannien    | 2 (UK Albums Chart) |
| Sverige           | 9 (Topplistan)      |
| USA               | 1 (Billboard 200)   |
| Västtyskland      | 23                  |
| Österrike         | 15                  |